# Jaraguá do Sul
Jaraguá do Sul, amtlich portugiesisch Município de Jaraguá do Sul, ist mit 2021 geschätzten rund 184.500 Einwohnern eine mittelgroße Stadt des Bundesstaates Santa Catarina im Süden Brasiliens. Sie ist vor allem in ökonomischer Hinsicht von Bedeutung. Große dort ansässige Unternehmen sind die Eletromotores WEG, die 1961 unter anderem von einem Deutschen gegründet wurde, sowie Duas Rodas und die Textilfabrik Malwee, die durch den Parque Malwee und seine Hallenfußball-Mannschaft bekannt ist.
Das Schützenfest, das 1989 ins Leben gerufen wurde, hat zum Ziel, die deutschen Traditionen in der Stadt zu erhalten. Es fand bis vor wenigen Jahren im Oktober statt, wurde aber dann wegen Überschneidung mit dem Oktoberfest in Blumenau in den November verlegt. Das Schützenfest wird durch alle der 23 dort ansässigen Schützenvereine organisiert, wobei Baependi der größte Verein ist. Es verbindet die Tradition der hauptsächlich deutschen und italienischen Einwanderer um das 19. Jahrhundert mit ihrer früheren Heimat. Die getragene Tracht ist meist dem Stil dieser Zeit nachempfunden. Einheimische Blaskapellen und Brauereien vervollständigen das Bild.

## Söhne und Töchter der Stadt
- Honorato Piazera (1911–1990), Geistlicher, Bischof von Nova Iguaçu und Lages
- Filipe Luís (* 1985), Fußballspieler
- Karuê Sell (* 1993), Tennisspieler